# Mihnevski Peak
Der Mihnevski Peak (englisch; bulgarisch Михневски връх Michnewski wrach) ist ein felsiger, teilweise unvereister und 600 m hoher Berg an der Oskar-II.-Küste des Grahamlands auf der Antarktischen Halbinsel. In den Poibrene Heights auf der Blagoewgrad-Halbinsel ragt er 4,67 km südlich des Ravnogor Peak, 4,07 km westlich des Tikale Peak, 6,4 km nordwestlich des Kunino Point und 5,15 km östlich des Diralo Point auf. Das Exasperation Inlet liegt südwestlich von ihm.
Die bulgarische Kommission für Antarktische Geographische Namen benannte ihn 2012 nach Nikolai Michnewski, Meteorologe der ersten bulgarischen Antarktisexpedition (1987–1988).